# Pfalz D.XII
Pfalz D.XII là một loại máy bay tiêm kích của Đức, do hãng Pfalz Flugzeugwerke chế tạo.

## Biến thể

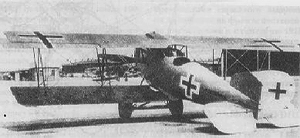
Pfalz D.XIV (số seri 2800/18)

Pfalz kiểu thử nghiệm D
Pfalz D.XIIf
Pfalz D.XIV

## Quốc gia sử dụng

### Quân sự
German Empire
- Luftstreitkräfte

 Ba Lan
- Không quân Ba Lan (2 máy bay sau chiến tranh)

### Dân sự
United States
- Paramount Pictures

## Tính năng kỹ chiến thuật (D.XII)

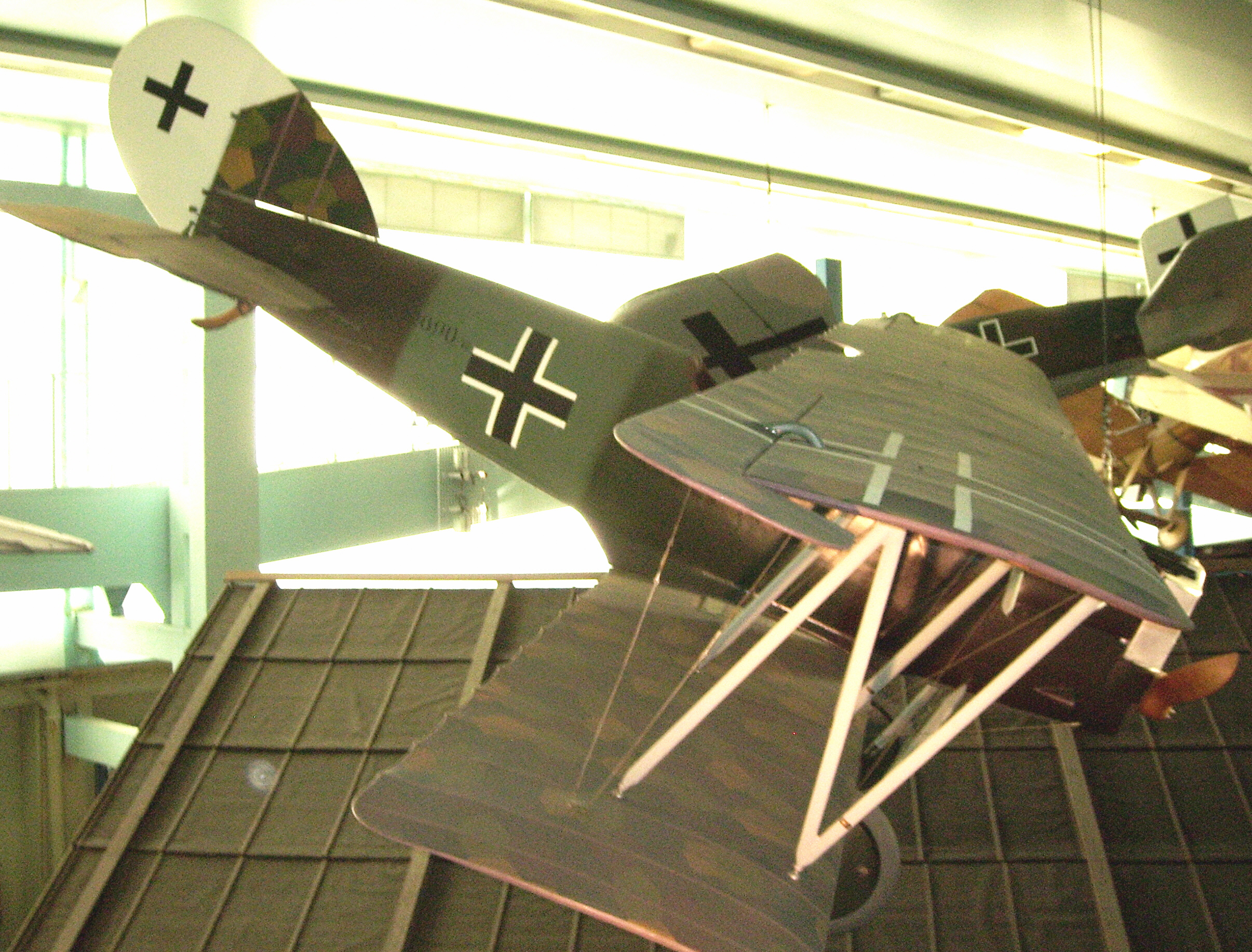
Pfalz D.XII (seri 2690/18) trưng bày tại Musée de l'Air et de l'Espace

Dữ liệu lấy từ German Aircraft of the First World War
Đặc tính tổng quan
- Kíp lái: 1
- Chiều dài: 6,35 m (20 ft 10 in)
- Sải cánh: 9 m (29 ft 6 in)
- Chiều cao: 2,7 m (8 ft 10 in)
- Diện tích cánh: 21,7 m2 (234 foot vuông)
- Trọng lượng rỗng: 716 kg (1.579 lb)
- Trọng lượng có tải: 897 kg (1.978 lb)
- Động cơ: 1 × Mercedes D.IIIa kiểu động cơ piston thẳng hàng 6 xy-lanh làm mát bằng nước, 120 kW (160 hp)

Hiệu suất bay
- Vận tốc cực đại: 170 km/h (106 mph; 92 kn)
- Thời gian bay: 2,5 h
- Trần bay: 5.639 m (18.500 ft)
- Vận tốc lên cao: 4,09 m/s (805 ft/min)
- Thời gian lên độ cao: 

  - 1,000 m (3 ft) trong 3 phút 24 giây
  - 5,000 m (16 ft) trong 29 phút 54 giây

Vũ khí trang bị

- Súng: 2 × súng máy LMG 08/15 7,92 mm (0,312 in)